# Jason Billington
Jason Billington (* 20. Jahrhundert in Sydney) ist ein australischer VFX Supervisor.

## Karriere
Jason Billington wurde in Sydney geboren und wuchs dort auf. Er ist bei Industrial Light & Magic angestellt und als VFX Supervisor tätig. Für seine künstlerischen Leistungen zu Deepwater Horizon erhielt er eine Oscar-Nominierung bei der Oscarverleihung 2017 in der Kategorie Beste visuelle Effekte. Die Auszeichnung ging an das Team von The Jungle Book.

## Filmografie (Auswahl)
- 2002: Ghost Ship
- 2002: Scooby-Doo
- 2003: Der Herr der Ringe: Die Rückkehr des Königs (The Lord of the Rings: The Return of the King)
- 2005: Boogeyman – Der schwarze Mann (Boogeyman)
- 2007: Von Löwen und Lämmern (Lions for Lambs)
- 2007: Rogue – Im falschen Revier (Rogue)
- 2007: Evan Allmächtig (Evan Almighty)
- 2007: Transformers
- 2007: Pirates of the Caribbean – Am Ende der Welt (Pirates of the Caribbean: At World’s End)
- 2007: Die Todeskandidaten (The Condemned)
- 2008: Die Mumie: Das Grabmal des Drachenkaisers (The Mummy: Tomb of the Dragon Emperor)
- 2008: Die Reise zum Mittelpunkt der Erde (Journey to the Center of the Earth (3D))
- 2008: WALL·E – Der Letzte räumt die Erde auf (WALL·E)
- 2008: Indiana Jones und das Königreich des Kristallschädels (Indiana Jones and the Kingdom of the Crystal Skull)
- 2009: Avatar – Aufbruch nach Pandora (Avatar)
- 2009: Transformers – Die Rache (Transformers: Revenge of the Fallen)
- 2009: Star Trek
- 2010: Die Legende von Aang (The Last Airbender)
- 2011: Mission: Impossible – Phantom Protokoll (Mission: Impossible – Ghost Protocol)
- 2011: Transformers 3 (Transformers: Dark of the Moon)
- 2012: Battleship
- 2013: Pacific Rim
- 2014: Transformers: Ära des Untergangs (Transformers: Age of Extinction)
- 2015: Jurassic World
- 2016: Deepwater Horizon
- 2017: Ghost in the Shell